# Phụ đề
Phụ đề hay chú thích là dòng đối thoại hoặc văn bản khác được hiển thị ở cuối màn hình trong phim, chương trình truyền hình, trò chơi điện tử hoặc các phương tiện trực quan khác. Chúng có thể là bản chép lời của kịch bản phim, bản dịch hoặc thông tin để giúp người xem bị khiếm thính hoặc suy giảm thính lực hiểu được nội dung được chiếu.

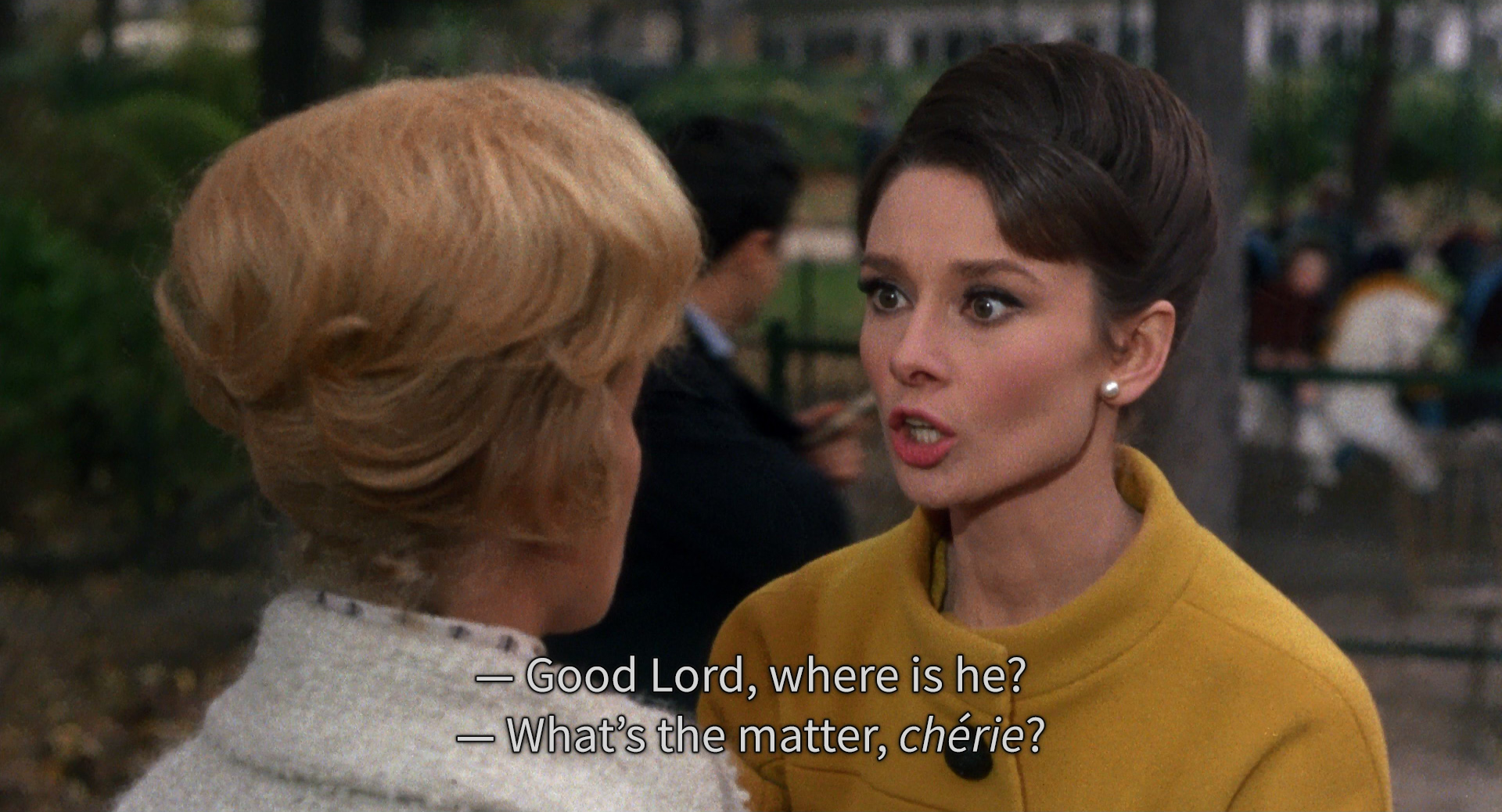
Phim có phụ đề tiếng Anh. Dấu gạch ngang được sử dụng để phân biệt các diễn giả.

Phụ đề đề cập đến bản dịch văn bản sang một ngôn ngữ khác và dành cho những người có thể nghe được âm thanh nhưng có thể không hiểu được đoạn hội thoại. Phụ đề là văn bản bằng chữ và được thiết kế cho bất kỳ ai không thể nghe thấy âm thanh, chúng cũng thường chứa các thông tin quan trọng mà những người không thể nghe được âm thanh sẽ không biết. Closed Captions (CC) có thể được bật và tắt theo sở thích của người xem.